# HMS Ark Royal (1950)

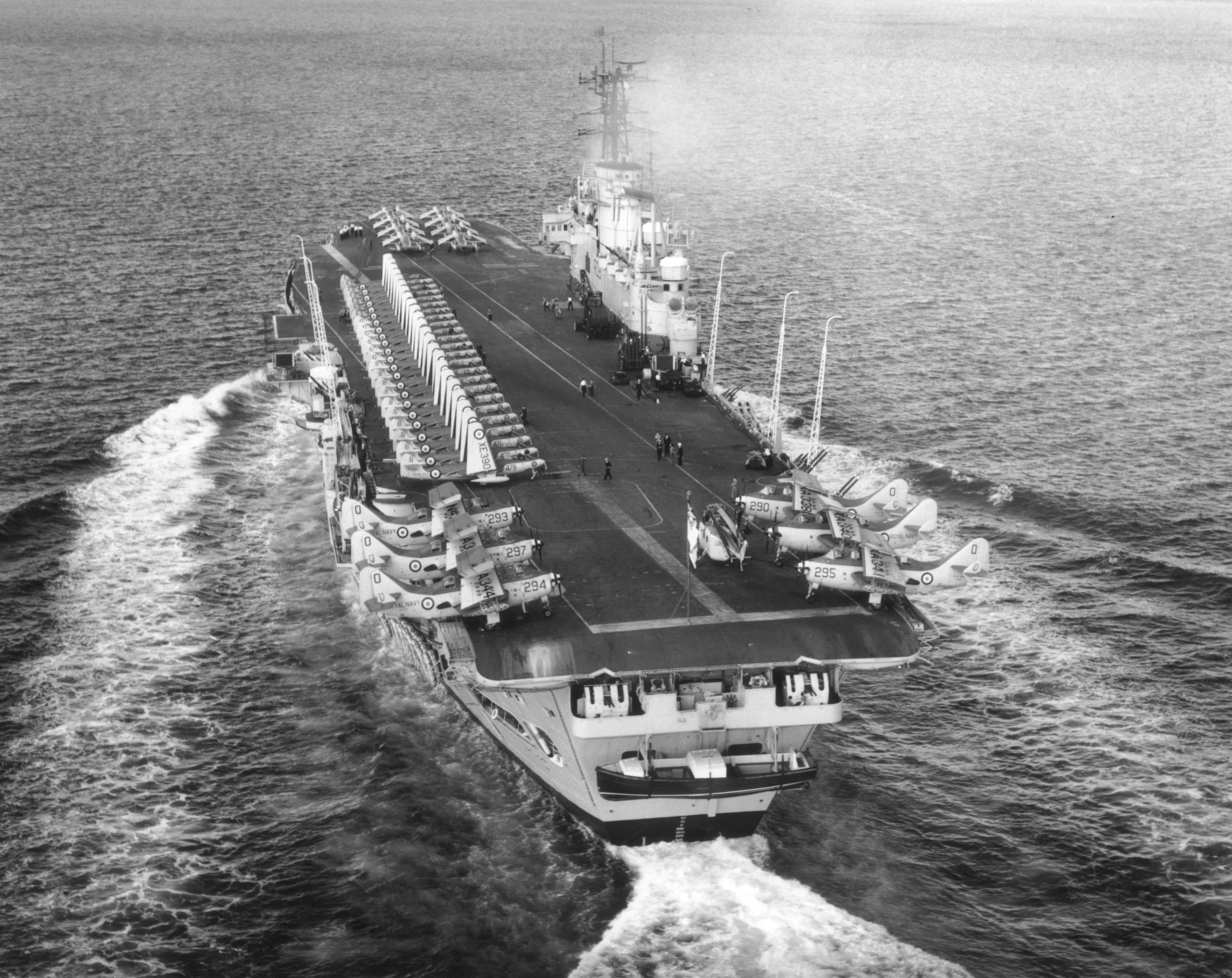
HMS „Ark Royal” ok. 1956-58. Widoczne 6 samolotów Fairey Gannet i śmigłowiec Whirlwind na rufie, 23 Sea Hawk na burcie i 8 DH Sea Venom na dziobie.

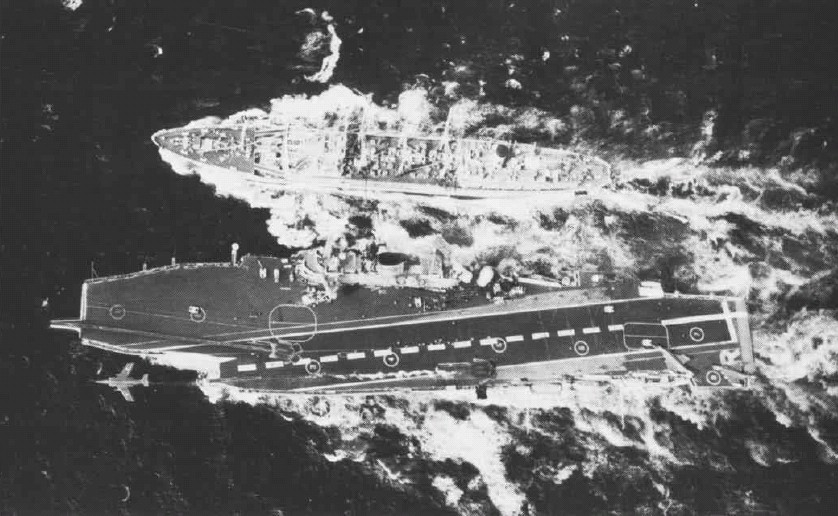
HMS „Ark Royal” z okrętem zaopatrzeniowym, w 1970, po ostatniej przebudowie. Widoczny dopiero co katapultowany samolot Buccaneer oraz skośny pokład do lądowania

HMS Ark Royal (numer taktyczny R09) – brytyjski lotniskowiec, w służbie w latach 1955–1978. Był czwartym brytyjskim okrętem noszącym tę nazwę, m.in. po lotniskowcu zatopionym podczas II wojny światowej. Był to ostatni klasyczny lotniskowiec marynarki brytyjskiej Royal Navy i, razem z półbliźniaczym „Eagle”, największy lotniskowiec zbudowany w Europie Zachodniej do czasu lotniskowców Queen Elizabeth.

## Budowa
Geneza lotniskowca „Ark Royal” sięga II wojny światowej, kiedy to dla marynarki brytyjskiej zaprojektowano nowy typ dużych lotniskowców Audacious, stanowiących powiększone rozwinięcie typu Implacable. Podobnie jak poprzedniki, odznaczały się posiadaniem opancerzenia. W latach 1942–1943 rozpoczęto budowę czterech okrętów tego typu: HMS „Audacious”, „Eagle”, „Africa” i „Ark Royal”. Budowę „Ark Royal” zamówiono 18 marca 1942 w stoczni Cammell Laird w Birkenhead, która zbudowała poprzedniego „Ark Royal”. Stępkę pod budowę położono dopiero rok później, 3 maja 1943 (numer budowy 1119; oficjalna ceremonia miała miejsce 11 maja 1943). Z uwagi na zakończenie wojny, z okrętów typu wodowano w 1946 tylko „Audacious” (wszedł do służby pod nazwą HMS „Eagle” w 1951), prace nad „Africa” i pierwotnym „Eagle” anulowano, natomiast budowę „Ark Royal” zawieszono. Ostatecznie pod koniec lat 40. zdecydowano ukończyć „Ark Royal” z licznymi zmianami w projekcie, w celu nadążenia za rozwojem techniki lotniczej.
W efekcie wprowadzanych zmian, budowa „Ark Royal” się przedłużała i został on wodowany dopiero 3 maja 1950, podczas uroczystej ceremonii; matką chrzestną była królowa matka Elżbieta. Masa kadłuba wynosiła wówczas 24.800 ton. Próby morskie rozpoczęto w 1954, a wszedł do służby dopiero 25 lutego 1955 – 12 lat po rozpoczęciu budowy.

## Konstrukcja i modernizacje
Z racji zmian w projekcie, „Ark Royal” różnił się od drugiego okrętu typu Audacious, HMS „Eagle”. W miarę kolejnych modernizacji obu okrętów, różnice te się powiększały. Po wejściu do służby „Ark Royal” miał jedynie częściowo wystający poza lewą burtę skośny pokład do lądowania, którego oś wytyczona była w lewo pod kątem 5,5° do osi kadłuba. Oprócz dwóch podnośników samolotów umieszczonych centralnie w osi kadłuba na rufie i przed śródokręciem, miał on dodatkowy podnośnik na śródokręciu, przy lewej burcie – częściowo na skośnym pokładzie. Długość pokładu lotniczego wynosiła 240 m, szerokość 34 m. Był wyposażony w 2 katapulty – jako pierwszy brytyjski lotniskowiec otrzymał katapulty parowe, umożliwiające początkowo start samolotów o masie do 14 ton. Umieszczone były początkowo obok siebie na pokładzie dziobowym. „Ark Royal” posiadał dwa hangary dla samolotów: górny o wymiarach (długość / szerokość / wysokość) 124,66 × 20,4 × 5,33 m i dolny o wymiarach 52,4 × 16,1 × 5,33 m.
Lotniskowiec następnie był szereg razy modyfikowany. Początkowo miał uzbrojenie artyleryjskie w postaci 16 dział uniwersalnych kalibru 114 mm w 8 wieżach dwudziałowych – zgrupowanych po dwie na burtowych sponsonach, poniżej poziomu pokładu lotniczego, na dziobie i rufie (płaskie dachy lewoburtowych wież znajdowały się na przedłużeniu skośnego pokładu). Ponadto, uzbrojenie uzupełniały małokalibrowe armaty automatyczne Bofors 40 mm. Wkrótce po wejściu do służby, podczas pierwszego remontu w 1956 usunięto dwie wieże dziobowych lewoburtowych dział uniwersalnych kalibru 114 mm, utrudniające operacje lotnicze ze skośnego pokładu i nieco wydłużono ten pokład. Podczas kolejnego remontu w latach 1958–1959 usunięto podnośnik samolotów na lewej burcie, który obsługiwał jedynie górny hangar i nie okazał się praktyczny, poszerzono nieco pokład dodając objazd po zewnętrznej stronie nadbudówki (tzw. Alaskan Highway – „autostrada alaskańska”) oraz ulepszono katapulty, dostosowując je do nowych samolotów Sea Vixen i Scimitar. Usunięto wtedy też dziobowe działa z prawej burty, poszerzając miejsce dla parkowania samolotów. Przeplanowano nadto pomieszczenia załogi. Remont ten przeciągnął się na skutek pożaru. W 1961 zainstalowano system świateł wspomagających lądowanie oraz system dalekiego sprowadzania samolotów Hilo. W 1964 usunięto po jednej (przedniej) wieży rufowych dział 114 mm na obu burtach. Pozostałe rufowe działa 114 mm i działa 40 mm usunięto w 1969.
Między marcem 1967 a lutym 1970 okręt przeszedł znaczną przebudowę, przystosowującą go do bazowania nowoczesnych amerykańskich myśliwców F-4 Phantom (określaną w literaturze jako phantomization – „fantomizacja”). Podczas niej, otrzymał nieco szerszy pokład, z odchylonym pod kątem 8,5° pokładem do lądowania, wystającym w formie sponsonu poza lewą burtę oraz mocniejsze katapulty i chłodzone płyty odchylające gazy silników. Z uwagi na długość, jedna katapulta umieszczona była teraz na pokładzie dziobowym, skierowana skośnie w prawo, a druga na przedniej części skośnego pokładu, skierowana nieco w lewo. Na przedłużeniu katapult wystawały wyróżniające okręt wśród lotniskowców brytyjskich długie rampy do łapania lin wystrzeliwujących samoloty. Przebudowano nadbudówkę i zmodernizowano wyposażenie elektroniczne. Usunięto ostatnie działa 114 mm i 40 mm, w zamian przewidziano miejsca na instalację 4 wyrzutni rakiet plot bliskiego zasięgu Sea Cat, lecz nie doszło do niej i okręt pozostał bez uzbrojenia obronnego. Przebudowa kosztowała 32 miliony funtów szt.
Początkowo grupa lotnicza „Ark Royal” obejmowała maksymalnie 50 samolotów i śmigłowców (zwykle ok. 40). W latach 1955–1958 były to głównie poddźwiękowe samoloty myśliwsko-bombowe Hawker Sea Hawk, myśliwce przechwytujące de Havilland Sea Venom, samoloty zwalczania okrętów podwodnych (ZOP) Fairey Gannet, samoloty szturmowe Westland Wyvern i wczesnego ostrzegania Douglas Skyraider AEW1, w latach 1959–1967 poddźwiękowe samoloty myśliwsko-bombowe Supermarine Scimitar, myśliwce przechwytujące de Havilland Sea Vixen, samoloty wczesnego ostrzegania Fairey Gannet i śmigłowce ZOP Westland Wessex. Już w latach 60. samoloty te nie odpowiadały wymogom pola walki. Po modernizacji w 1970, grupa lotnicza „Ark Royal” składała się z do 43 samolotów i śmigłowców, w tym myśliwców naddźwiękowych McDonnell Douglas Phantom (przenosił je jako jedyny brytyjski lotniskowiec), samolotów szturmowych Blackburn Buccaneer i śmigłowców ZOP Westland Sea King.

## Służba

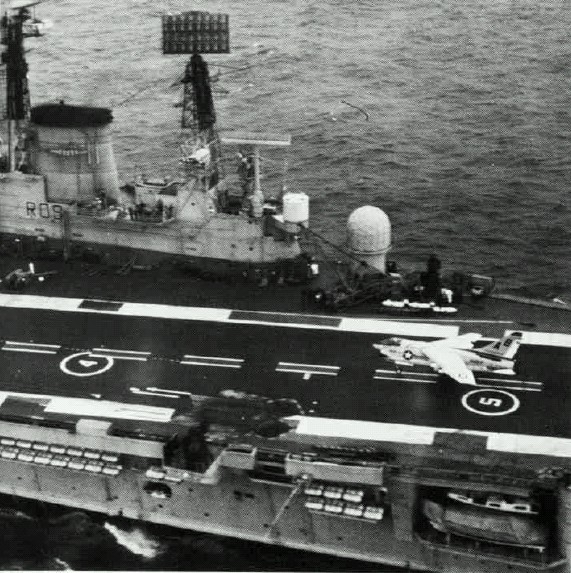
Amerykański A-7 Corsair lądujący na „Ark Royal”, 1976

Pierwszą krótką podróż okręt odbył w czerwcu 1955 do Gibraltaru. We wrześniu 1955 na „Ark Royal” zaokrętowano lotnictwo pokładowe i wkrótce potem okręt osiągnął gotowość operacyjną. W październiku 1955 okręt zawinął na Maltę, a w marcu 1956 powrócił do Wielkiej Brytanii i w kwietniu po raz pierwszy został wycofany na remont połączony z modyfikacjami, po którym wrócił do służby 1 listopada 1956. „Ark Royal” uczestniczył w licznych ćwiczeniach Royal Navy oraz flot NATO, lecz nie uczestniczył w działaniach bojowych (między innymi, podczas kryzysu sueskiego znajdował się w przebudowie). W czerwcu 1957 odwiedził USA, na obchody 350-lecia założenia Jamestown. Operowały z niego wówczas w ramach ćwiczeń samoloty amerykańskie z USS „Saratoga” (F2H Banshee, F9F Cougar, AD-6 Skyraider, FJ-3 Fury, F4D Skyray). Podczas ćwiczeń NATO w 1958 lądowały na nim samoloty amerykańskie A4D Skyhawk i naddźwiękowe F8U Crusader.

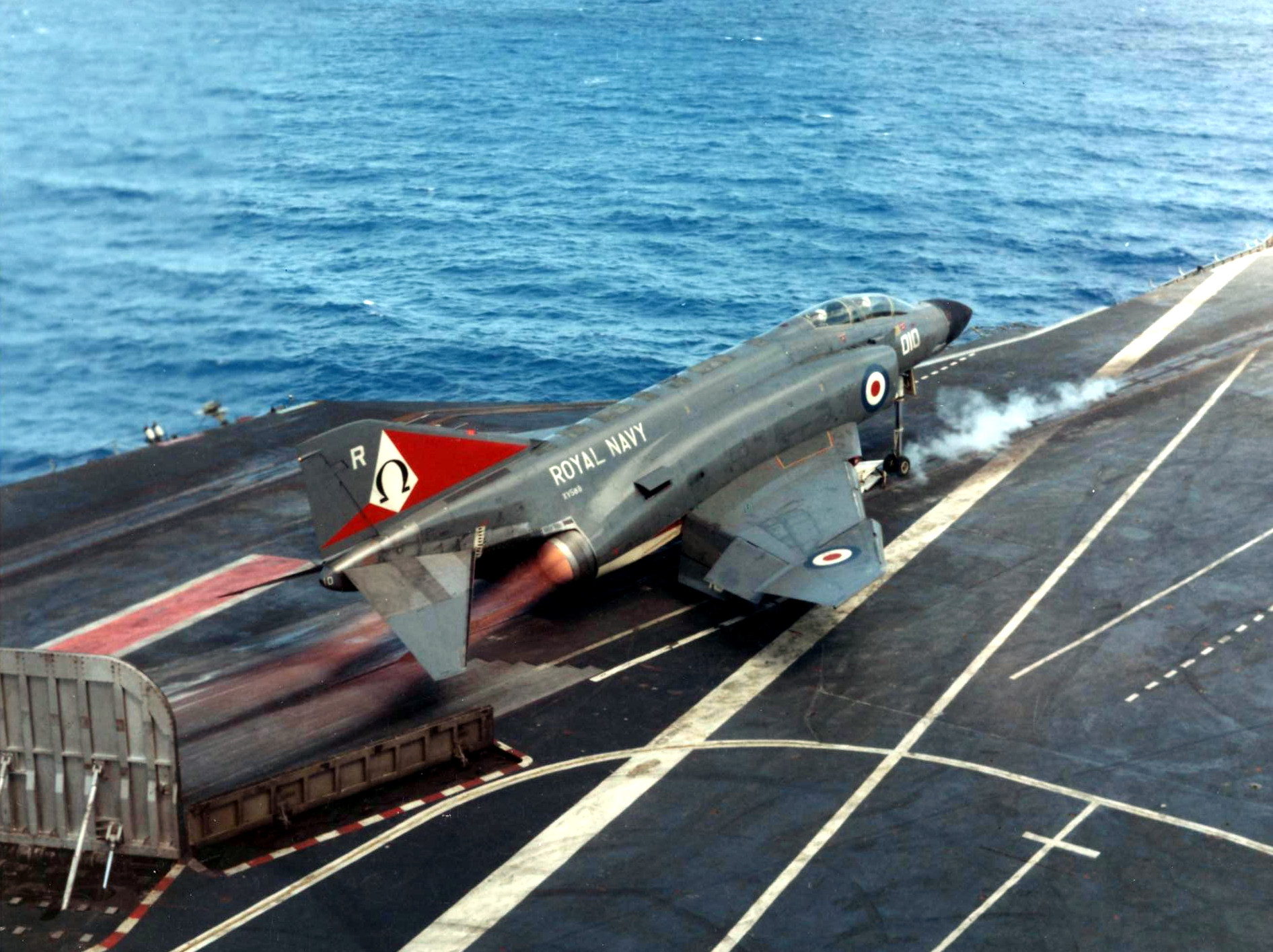
Phantom FG.1 startuje z dziobowej katapulty

Ponownie „Ark Royal” był wycofany w celu remontu i modernizacji od 5 lipca 1958 do 1 grudnia 1959. W latach 1955–1958 miał na pokładzie wymalowaną literę rozpoznawczą „O”, w latach 1959–1979 „R”. Kolejne wycofanie ze służby na czas remontu miało miejsce do marca do września 1961. W 1962 odbył pierwszy rejs na Daleki Wschód i do Australii. Od lutego do marca 1963 przejściowo zaokrętowano na nim pierwszy operacyjny dywizjon Buccaneerów – 801, z którym odbył podróż na Morze Śródziemne. W lutym tego roku prowadzono też próby samolotu pionowego startu i lądowania Hawker P.1127 – protoplasty Harriera. W listopadzie 1963 „Ark Royal” ćwiczył u wybrzeży Pakistanu z amerykańskim lotniskowcem USS „Essex”. Od stycznia do listopada 1964 „Ark Royal” był ponownie wycofany na czas remontu. W 1966 okręt uczestniczył w blokadzie Rodezji, patrolując wokół portu Beira.

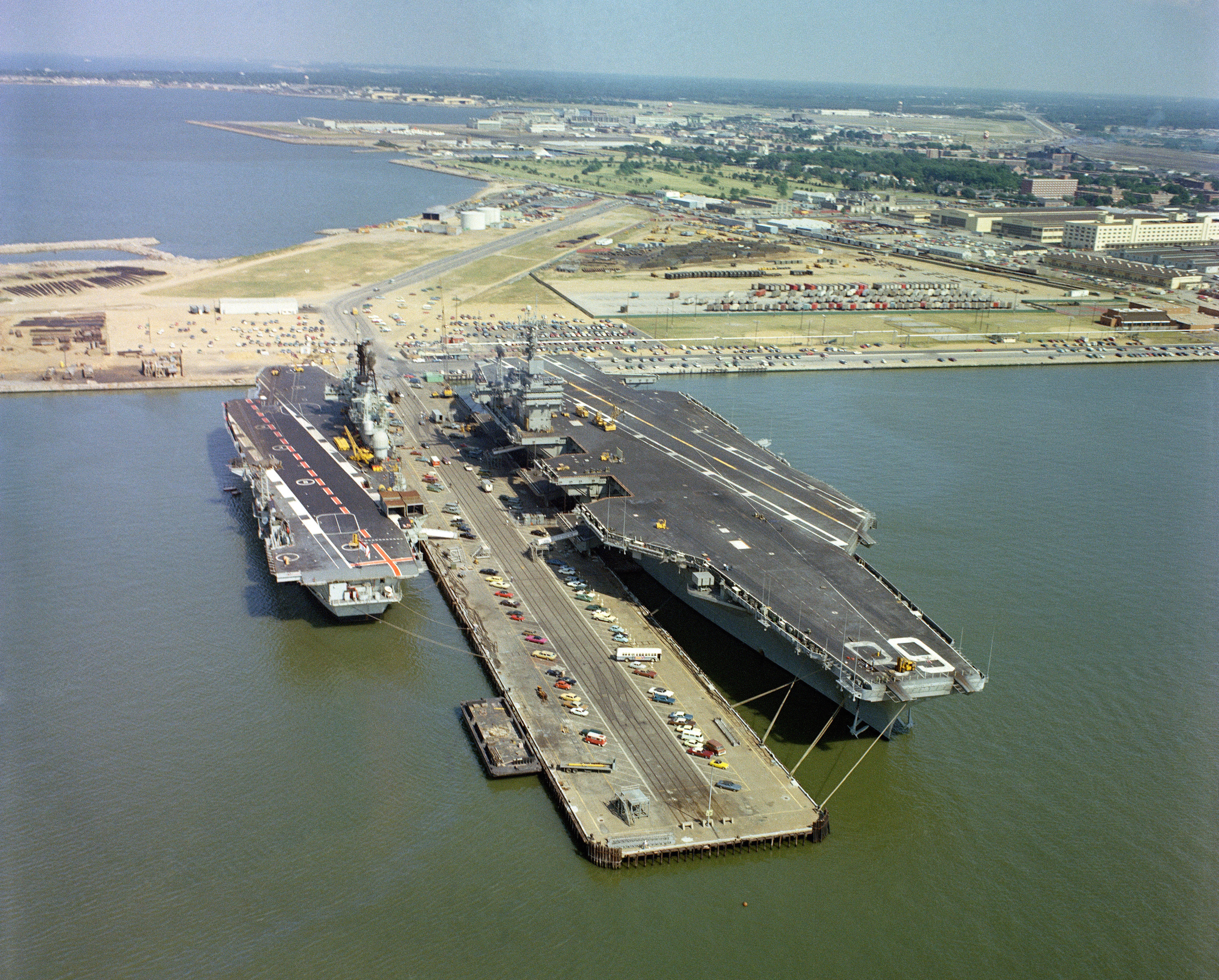
HMS „Ark Royal” obok amerykańskiego „superlotniskowca” USS „Nimitz”, 1978.

9 listopada 1970 podczas ćwiczeń NATO na Morzu Śródziemnym doszło do kolizji „Ark Royal” z obserwującym ćwiczenia radzieckim niszczycielem „Biedowyj” projektu 56EM (ozn. NATO ‘Kildin’). Lotniskowiec odniósł niewielkie uszkodzenia. W lipcu 1976 reprezentował Wielką Brytanię na obchodach 200-lecia USA w Nowym Jorku. Popularność okrętu w Wielkiej Brytanii zwiększył nakręcony wówczas na jego pokładzie serial dokumentalny BBC Sailor.
Okręt miał częste kłopoty z siłownią, wymagającą starannej obsługi. Po wycofaniu do rezerwy półbliźniaczego HMS „Eagle” w 1972, sprawność mechanizmów „Ark Royal” zapewniano w drodze „kanibalizacji” „Eagle”. Ostatecznie 4 grudnia 1978 wycofano „Ark Royal” w Devonport ze służby z powodu ograniczeń budżetowych, a 14 lutego 1979 po raz ostatni spuszczono banderę. Okręt następnie złomowano w latach 1980–1983.
„Ark Royal” wraz z „Eagle” były największymi lotniskowcami, a zarazem największymi okrętami zbudowanymi w Europie Zachodniej do czasu budowy lotniskowców typu Queen Elizabeth (wodowanie w 2014); przy tym „Eagle” był nieznacznie większy od „Ark Royal” (ich największa wyporność pełna była większa od pancernika HMS „Vanguard”, który nieco przewyższał je pod względem wyporności standardowej). Były także największymi okrętami zbudowanymi w Europie do czasu budowy rosyjskiego „Admirała Kuzniecowa”. Po „Ark Royal”, kolejnym brytyjskim lotniskowcem klasycznym był HMS „Hermes”, jednakże na skutek jego przebudowy w 1971 na śmigłowcowiec, a następnie lekki lotniskowiec, „Ark Royal” pozostał do końca swej służby ostatnim brytyjskim lotniskowcem dla samolotów klasycznego startu i lądowania. Mimo planowanej w latach 60. budowy lotniskowców klasycznych nowego projektu CVA-01, ostatecznie nie zostały one zrealizowane, a ograniczono się do budowy lekkich lotniskowców typu Invincible dla samolotów Harrier. „Ark Royal” został złomowany na dwa lata przed wojną o Falklandy, która ukazała konieczność posiadania lotniskowców mogących zapewnić flocie skuteczną ochronę samolotów myśliwskich i dozoru radiolokacyjnego (za jedną z drugorzędnych przyczyn wybuchu tej wojny uważane jest osłabienie marynarki brytyjskiej przez wycofanie licznych okrętów ze służby na przełomie lat 70. i 80.). Następnymi brytyjskimi lotniskowcami klasycznymi i zarazem większymi od okrętów typu Audacious, stały się dopiero lotniskowce typu Queen Elizabeth.

## Dane taktyczno-techniczne
(dane dotyczące wymiarów i wyporności różnią się w różnych publikacjach)
- wyporność:
  - standardowa: 43 340 t (inne dane: 43 060 t)
  - pełna: 53 060 t (po zbudowaniu: 49 950 t)
- wymiary:
  - długość: 257,5 m (po zbudowaniu: 245 m)
  - szerokość maksymalna: ok. 50 m (po zbudowaniu: ? m)
  - szerokość na linii wodnej: 34,3 m (?)
  - zanurzenie: 10 m
- napęd: turbiny parowe systemu Parsonsa(inne języki) o mocy łącznej 152 000 KM, 8 kotłów parowych Admiralicji, 4 śruby
- prędkość: maks. 31,5 węzła
- zasięg: 7000 mil morskich przy prędkości 14 w, 5000 Mm / 24 w.
- zapas paliwa: 5500 t mazutu
- załoga: 2250-2756

### Grupa lotnicza
- do 50 samolotów i śmigłowców (od 1970 – do 43). Przykładowe zestawienia[6]:
- 1955:
  - 41: 16 Sea Hawk FGA6 (myśl-bomb.), 14 Sea Venom FAW21 (myśl.), 6 Gannet AS4 (ZOP), 4 Skyraider AEW1 (wczesn. ostrz.), 1 śmigłowiec Dragonfly HR5
- 1960:
  - 41: 14 Scimitar F1 (myśl-bomb.), 8 Sea Vixen FAW1 (myśl.), 4 Gannet AEW3 (wczesn. ostrz.), 14 śmigłowców Whirlwind HAS7, 1 śmigłowiec Dragonfly HR5
- 1962:
  - 39: 12 Scimitar F1, 14 Sea Vixen FAW1, 4 Gannet AEW3, 8 śmigłowców Wessex HAS1, 1 śmigłowiec Whirlwind HAR5
- 1970:
  - 39: 12 Buccaneer S2 (szturm.), 14 Phantom FG1 (myśl.), 4 Gannet AEW3, 1 Gannet COD4 (transp.), 7 śmigłowców Sea King HAS1, 1 śmigłowiec 1 Wessex HAS1

### Opancerzenie
- burty: pas pancerny 114 mm, ściany hangaru 38 mm
- pokład lotniczy: 38–102 mm
- pokład hangaru: 25–63 mm

### Wyposażenie elektroniczne
- radar dozoru powietrznego typu 960
- 2 radary dozoru powietrznego typu 982
- 2 radary wysokościomierze typu 983
- radary typu 262 kierowania ogniem artylerii 40 mm
- radary typu 275 kierowania ogniem artylerii 114 mm
- 2 radary dozoru powietrznego typu 965M (AKE-2) (antena materacowa, od 1964 i drugi od 1970)
- radar kontroli ruchu lotniczego CCA (typ 963) (od 1970; kopuła za nadbudówką)
- inne